# Cyrus Derman

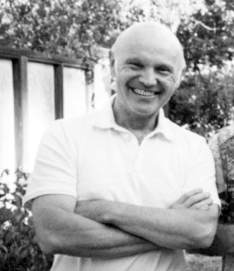
Cyrus Derman

Cyrus Derman (* 16. Juli 1925 in Philadelphia; † 27. April 2011 in Carmel (New York)) war ein US-amerikanischer Mathematiker, der sich mit Wahrscheinlichkeitstheorie und Operations Research befasste. Er war Professor an der Columbia University.
Er war der Sohn eines aus Litauen eingewanderten Ladenbesitzers und wollte in seiner Jugend Konzert-Geiger werden. Derman erwarb 1948 seinen Bachelor-Abschluss und 1949 seinen Master-Abschluss an der University of Pennsylvania (mit Schwerpunkt Mathematik und Musik) und wurde 1954 bei Theodore Edward Harris in Mathematischer Statistik an der Columbia University promoviert (Some contributions to Markov chain theory). 1953 war er Instructor an der Syracuse University und ab 1955 Professor für Operations Research an der Columbia University. 1992 wurde er emeritiert.
Er ist besonders für Arbeiten in der Theorie von Markow-Entscheidungsprozessen bekannt.
1961/62 war er Gastprofessor am Technion und Gastprofessor in Stanford, Berkeley, am Imperial College London und der University of California, Davis.
2002 erhielt er den John-von-Neumann-Theorie-Preis. Er war Fellow des Institute of Mathematical Statistics und der American Statistical Association.

## Schriften
- Finite state Markov decision processes, Academic Press 1970
- mit Leon J. Gleser, Ingram Olkin: A guide to probability theory and application: New York: Holt, Rinehart and Winston 1973
- mit Leon Gleser, Ingram Olkin: Probability models and applications, Macmillan 1980
- mit Morton Klein: Probability and statistical inference for engineers; a first course, Oxford University Press 1959
- mit Sheldon M. Ross: Statistical aspects of quality control, Academic Press 1997